# Leven en dood van Quidam Quidam
Leven en dood van Quidam Quidam is een futuristische miniserie uit 1999 uitgezonden door de VPRO.
In de serie wordt het Nederland van "de nabije toekomst" getoond. Dit land verschilt op veel punten van het Nederland uit de jaren 90. De doodstraf is weer ingevoerd, overal in het land hangen camera's, de IND is geprivatiseerd (en heet "Asylex") en medische hulp wordt alleen geboden aan diegene met de meeste "zorgpunten".
In totaal zijn er acht afleveringen gemaakt:
1. Een Kaïnsteken
2. Lemmingdag
3. Gluurburen
4. Ballastviering
5. Zapdossiers
6. Land zonder Gordijnen
7. Weestewee
8. De Blikken Beul

## Nieuwe woorden
In de serie worden veel nieuwe woorden gebruikt, vooral om het gevoel te geven dat het Nederland van de toekomst anders is dan het huidige Nederland. Een aantal voorbeelden zijn:
- Zwaffelen
- Amokshok
- Detentiedevice
- ZAP dossier
- Loslikker
- Monitrice
- Post-abortief syndroom
- Nemocraten
- Gluurplicht
- Smokers
- Gluurbuurcentrale
- Oranjedeurestatus
- Enterexit

## Rolverdeling
- Jaimy Siebel - Quidam
- Lars Scholing - De jonge Quidam
- Jaap Spijkers - Unico Hafmo Flugs van Leeuwen
- Daniëlla Mercelina - Frasquita Leeghwater
- Jack Wouterse - Beul
- Kenneth Herdigein - Cipier 1
- Mimoun Oaïssa - Cipier 2
- Lineke Rijxman - Directrice Sikkenooy
- Nadja Hüpscher - Executieassistente
- Halina Reijn - Barbella
- Kees Hulst - Pundtraat Official
- Gert-Jan Blom - Electricion
- Joost Belinfante - Timmerman
- Monique Kuijpers - Adelheid Schreurs
- Ria Eimers - Kamervoorzitter Gro
- Ferry Kaljee - Reukema
- Khaldoun Elmecky - Ivo Voorzet
- Vincent van de Berg - Fanus Peesvee
- Guus Dam - Rooyakkers
- Ineke Veenhoven - Hayo Cupido
- Rutger Le Poole - Minister van Gsb
- Yvonne van den Hurk - Staatssecretaris Vaandrager
- Jayson Nolen - Zoontje van de minister
- Folder Overdiep - Kamerlid D-2000
- Martan Meerlo - Sociaal Democratisch kamerlid
- Debby Korper - Kamervoorzitter
- Juliet Peroti - Monitrice Sunday
- Charmaine Hulsbosch - Maatwerkster 1
- Lies Visschedijk - Maatwerkster 2
- Ingejan Ligthart Schenk - Moniteur
- Leopold Witte - Maatmanager
- Menno van Beekum - Sociaal Controleur 1
- Luc Theeboom - Sociaal Controleur 2
- Dela Maria Vaags - Sociaal Controleur 3
- Peter Oostbroek - Stalin
- Kitty Courbois - Lenin
- Hein van der Heijden - Dokter Klinkelaar
- Maria Kraakman - Kenau
- Margijn Bosch - Schizo
- Flpris Drost - Floris
- Rosa van Toledo - Meisje
- Jan Kruze - WK Altzo
- Ad Bastiaanse - Me ER
- Hans Hoes - Politiecommissaris
- Ruurt De Maesschalck - Hoofd Beveiliging
- Cees Geel - Asylex ER 1
- Dimme Treurniet - Asylex ER 2
- Mike Libanon - Hoofdagent
- Andre Arend van Noord - Hoofdagent Politiebureau
- Sabrina van Halderen - Politievrouw
- Marleen Stoltz - Verpleegster Politiebureau
- Helene Feliz - Veiligheidsagente toiletten 2e kamer
- Karst Woudstra - Hoofdaflegger
- Paloma Aguilera Valdebenito - Khadisja
- Janine Partodiwirjo - Verpleegster EHBO post
- Jasper Boeke - Co Assistent EHBO post
- Jan Draaijer - Hoofdverpleger
- Hedy Wiegner - Oude vrouw geriatrie
- Saskia Rinsma - Ambulance zuster
- Bert Stegeman - Ambulance broeder
- Leon Voorberg - Hoofdcontroleur
- Luc van Esch - Hoofdverpleger
- Marije Idema - Jonge weduwe
- Boris van der Ham - Ambtenaar
- Hans van Hechten - Chauffeur
- Fiet Dekker - Oud vrouwtje
- Rodney Beddall - Zwever
- Rik Launspach - Olivier Hagelslak
- Joop Keesmaat - Officier van Justitie
- Johan ooms - Zeisling
- Peter Bolhuis - Duivik
- Betty Schuurman - Landmeeuw
- Oscar van Woensel - Verkrachter
- Eelco Vellema - Hoofdagent
- John Williams - Lakei
- Loes Allen - Werkster
- Koos de la Rue - Smoelie
- Annemarie Grosfeld - Knabbel
- Steve van Heyningen - Slurp
- Winston Krook - Gorgo
- Theo Hoogsteder - Rechter Usman
- Lucian Lie - Vriend Usman
- Ali Car - Parketwacht
- Giam Kwee - Chinese vrouw
- Daphne de Bruin - Marreloes Krolsch
- Perla Thissen - Moeder's moeder
- Ad van Kempen - Sjerrie
- Margôt Ros - Sjoukje
- Frans de Wit - Warme Keurslager
- Siem van Leeuwen - Verkoper Weestewee
- Serge-Henri Valcke - Kampvader
- Cecile Heuer - Kampmoeder
- Rachida Iaallala - Moslimvrouw
- Shayenne Bakkers - Meisje uit het kamp 1
- Dejavu Rodriques - Meisje uit het kamp 2
- Justin Mercelina - Jongen uit het kamp 1
- Johan Caceres - Jongen uit het kamp 2
- Wieger Versteeg - Jongen uit het kamp 3
- Luc Boyer - animator
- Marc van Eeghem - Professor
- Pauline Greidanus - Elsje
- Damien Hope - Sandor
- Francisco Peters - Student 1
- Louise Hildebrand - Student 2
- Raoul Copier - Student 3
- Ancy Khalifa - Meisje RU 1
- Laura Jongejan - Meisje RU 2
- Kossay Bennmoussa - Jongen RU 1
- Kevin Wekker - Jongen RU 2
- Nettie Blamken - Professor Genetica
- Barbara Pouwels - Abortus assistente
- Caroline Olde Rikkert - Laborante Manon
- Hugo Metsers - Laboran
- Tjebbo Gerritsma - Journalist 2e kamer 1
- Michiel de Jong - Journalist 2e kamer 2
- Sieger Sloot - Journalist 2e kamer 3
- Wolter Muller - journalist 2e kamer 4
- Ottolien Boeschoten - Media Adviseur 1
- Tom Sijtsma - Media Adviseur 2
- Susan Visser - Regisseuse
- Reinier Bulder - Ernstige deskundige
- Lidewij Benus - Pia
- Lotte Proot - Saskia
- Arie kant - Journalist perscentrum 1
- Martijn Apituley Journalist perscentrum 2
- Ruben van der Meer - Realityreporter RU
- Tine Joustra - Presentatrice Euroweb
- Jasper van Overbruggen - Journalist babe
- Leon Roeven - Smoker 1
- Chaom Levano - Smoker 2
- Herman Bolten - Passant
- Frank Sheppard - Neger
- Guy Thiolen - Bendeleider
- Davina Calabuig van Praag - Chopper 1
- Paul Boereboom - Chopper 2
- James van der Velden - Chopper 3
- Ety Flesh - Chopper 4
- Thomas Puskailer - Chopper 5
- Robert Wiering - Zandbakrukker
- Kuno Bakker - Frietboer
- Esther Waij - Vrouw van de Frietboer
- John Serkei - Afrikaanse reisleider
- Lemba de Miranda - Toeriste
- Huib Broos - Burgemeester
- Peter Hoeksema - Politiecommissaris
- Martijn Nieuwerf - Liberaal Kamerlid